# Dorense Futebol Clube
Il Dorense Futebol Clube, noto anche semplicemente come Dorense, è una società calcistica brasiliana con sede nella città di Nossa Senhora das Dores, nello stato del Sergipe.

## Storia
Il club è stato fondato nel 1948 e durante i primi anni disputava solo competizioni amatoriali. Nei primi anni 1990 è diventato un club professionistico e nel 1994 il club ha partecipato per la prima volta alla massima divisione statale del Campionato Sergipano, dove ha terminato all'ultimo posto. Il club è ritornato nella massima divisione statale tra il 2000 e il 2004, anche se poi si è stabilito nella seconda divisione statale. Nel 2015 ha vinto la seconda divisione statale e nel 2016 ha terminato al quarto posto nella massima divisione statale.

## Palmarès

### Competizioni statali
- Campeonato Sergipano Série A2: 1

2015